# Priscila Ubba
Priscila Ubba  (Cruzília, 22 de Janeiro de 1990), é uma atriz brasileira.

## Biografia
Filha de Jamil Moreira Uba e Maria Aparecida Ferreira Uba, Priscila nasceu na pequena cidade de Cruzília, em Minas Gerais. Desde criança, Priscila já demonstrava aptidão para as artes através da pintura, ballet, aula de desenho e teatro em territórios mineiros. Aos 16, saiu da casa dos pais para alcançar o sonho da carreira artística, morando em São Paulo, Rio de Janeiro, Portugal e Madrid.
| “ | " [...] A arte sempre fez parte da minha vida de forma visceral desde pequena, nasceu com o meu ser. Foi simples, segui o meu caminho e escutei o meu interior, tenho muita consciência do meu propósito e vocação nessa vida. Foquei toda a minha energia nesse "sonho real ", que para o meu ser era a minha realidade mais íntima e verdadeira. E o caminho se abriu." | ” |

Em 2008 a artista estudou artes cênicas na Escola de Atores Wolf Maya, no ano seguinte mudou-se para Madrid para estudar artes, na Universidad Europea de Madrid e Cenografia na Lá chama e teatro no Estudio Corazza para la Actuación. Priscila morou na Espanha até 2010. Retornando para o Brasil estudou Teatro, Design de moda, e começou a participar de campanhas publicitárias, Novelas, Series e Cinema. Hoje, divide seu tempo e carreira entre o Brasil e a Europa. A carreira de Ubba já transcende fronteiras. Além de atuar em filmes e curtas rodados na Europa, a atriz possui fluência em espanhol, abrindo caminhos para novas oportunidades internacionais.

## Vida Pessoal
Priscila Ubba é casada desde 2020 com Candé Faria, filho mais novo do grande Ator Reginaldo Faria e Irmão do ator Marcelo Faria. Candé já fez trabalhos como ator e atualmente é  Diretor de dramaturgia da TV Globo.

## Carreira
Ubba estreou na tv fazendo uma participação na novela Império (telenovela) (2014) da Rede Globo. Em 2015, Priscila participou do Concurso A Nova Prometida, no Xuxa Meneghel (programa de televisão) na Rede Record que escolheu uma atriz para sua próxima novela bíblica, A Terra Prometida. Priscila ficou com a 3ª colocação no concurso.
Ainda em 2015 o reconhecimento nacional chegou com a minissérie bíblica A Terra Prometida (2016) e o filme Os Dez Mandamentos (filme de 2016), onde abriu a trama com uma cena fortíssima, dirigida por Alexandre Avancini, ambos da Record TV. Na pele da guerreira Tirda, Ubba cativou o público com sua performance vibrante e emocionou com a complexidade da personagem.
Na segunda temporada da Série Magnífica 70, dirigida por Carolina Jabour e Claudio Torres, Priscila também se destacou vivendo Janete, com um papel forte e desafiador. A série retrata o universo dos filmes da boca do lixo, além de suas relações com os órgãos de censura da Ditadura Militar da década de 1970 no Brasil.
Priscila Ubba no entanto, não se limita a um único gênero. Transitando com facilidade entre o drama e o suspense, atuou em produções independentes como o curta-metragem "Falling in Love" (2017) e o filme luso-brasileiro "Vôo da Capo" (2019), pelo qual recebeu prêmio de melhor atriz no Festival do Rio e no Rio Internacional Monthly Awards.
Priscila comandou o Festival de Petrópolis, como apresentadora oficial do evento que aconteceu entre os dias 18 a ‪22 de novembro de 2020. Além de apresentar o festival, a atriz também participou da mostra.
Em 2021, quando foi convidada para participar de Gênesis (telenovela), Priscila estava vivendo fora do pais, e de volta ao Brasil, deu vida Guemecha, a serva de Nadi interpretada por Camila Rodrigues na fase Ur dos Caldeus. Em entrevista na época, Ubba disse seguir com o seu propósito de vida: fazer arte.
| “ | " [...] "Enfrentei e ainda enfrento perrengues. Ser artista no Brasil é muito duro, uma luta diária, mas poder seguir com honestidade e ver a transformação que a arte permite em outrem, me impulsiona a seguir mais e mais a cada dia", afirma. Segundo a atriz, a personagem é um desafio e tanto. "Ela fala nas entrelinhas. É fascinante!". | ” |

Priscila e o marido Candé Faria trabalharam juntos em 2 projetos – "Bruto 180" (2020) no qual, além de colaborar com o esposo, Priscila teve a chance de contracenar com o sogro, Reginaldo Faria, e o cunhado, Marcelo Faria. E estrelou "Godiva o Filme" (2021), em que repete a parceria com o sogro e o cunhado e outros atores de peso: Beth Goulart e Adriano Garib. O filme foi selecionado para vários festivais de cinema, incluindo o Festival de Berlim e o Festival de Tribeca.
Em outubro de 2021 Filmou o filme "Um acorde para despertar" em Goiais com Direção do premiado diretor Júlio Quinan  mesmo ano, em que interpretou a personagem Maya. O Road Movie é, marcado por uma belíssima trilha sonora, com certos elementos de fantasia e um enredo comovente sobre amadurecimento, família e amizade. Um filme para todas as idades.
Brilhou como a protagonista Clarice no elogiado drama "Coisa Pública" (2022), no longa sete jovens compartilham suas vidas de uma forma aparentemente comum. Uma festa, entretanto, traz um evento que derruba qualquer máscara social e lança a república em sua podridão oculta. Priscila contracena com Dan Stulbach entre outros.
Ao longo de sua carreira, Ubba colecionou importantes prêmios, como o Nina Gold Star, de atriz revelação, por "A Terra Prometida", e o prêmio de melhor atriz do Festival RIMA e do Festival Internacional BIMIFF, ambos por "Vôo da Capo"
. Além disso, recebeu indicações a prêmios como o Festival Online e o FIC Rio, reforçando seu talento e potencial.
Com uma sólida formação, versatilidade, e dedicação incansável, Priscila Ubba se firma como uma das atrizes brasileiras mais promissoras de sua geração. Seu talento e presença cativam o público e prometem levar a sua arte para cada vez mais telas e palcos, tanto no Brasil quanto no cenário internacional.
Em 2023 Priscila Ubba, retornou aos trabalhos na Record TV, participando da série Reis (telenovela), foi escalada para dar vida a personagem Nebset. Na trama, a Filha do Faraó (esposa de Salomão) é uma mulher forte e determinada, que luta para proteger seus interesses. Nebset é introduzida na série na oitava temporada, A Consequência. Ela é a filha do faraó Siamun e é enviada para Israel como parte de uma aliança entre os dois reinos. No início, Nebset é uma mulher que se aproxima do rei Salomão, vivido pelo ator Guilherme Dellorto, apenas para cumprir sua missão. No entanto, com o tempo, ela se apaixona por ele e passa a defender seus interesses. Priscila Ubba tem se mostrado uma atriz comprometida com o papel. Ela tem conseguido dar vida a Nebset de forma convincente, transmitindo todas as suas nuances e complexidades. A personagem de Nebset tem sido bem recebida pelo público. Ela é uma das personagens mais populares da série Reis.
Em outubro de 2024, Priscila Ubba renovou seu contrato com a Record e está confirmada no elenco da série "Paulo, o Apóstolo", que irá ao ar em 2025.

## Formação
Priscila estudou Artes cénicas na instituição de ensino Escola de Atores Wolf Maya.
Estudou Design na instituição de ensino UEM Universidad Europea de Madrid.
Estudio Corazza para la Actuación
Estudou Fashion design na instituição de ensino Universidade Anhembi Morumbi.

## Filmografia

### Programas, Telenovelas e Series de TV
| Ano       | Título                                                             | Personagem                                                | Nota                                                                            |
| --------- | ------------------------------------------------------------------ | --------------------------------------------------------- | ------------------------------------------------------------------------------- |
| 2012      | Elmiro Miranda Show (TBS)                                          | Marconteze, assistente de palco do personagem Marcão      |                                                                                 |
| 2013      | Bem-Estar (Rede Globo)                                             | Personagem com síndrome do Pânico Vanessa. (Participação) |                                                                                 |
| 2014      | Copa Do Caos (MTV e TV Cultura)                                    | Eliana Maria uma Maria Chuteira                           | Direção de Luca Paiva Mello, com co-produção da Cine Group                      |
| 2014      | Império (Rede Globo)                                               | Ângela                                                    | Sob direção geral foi de Pedro Vasconcelos e Rogério Gomes                      |
| 2015      | E aí comeu? (MULTISHOW)                                            | Participação                                              | Sob direção geral Johnny Araujo                                                 |
| 2015      | A Nova Prometida Xuxa Meneghel (programa de televisão) (Record tv) | Finalista                                                 | 3º Lugar                                                                        |
| 2015      | Magnifica 70 (HBO)                                                 | Janete                                                    | Segunda Temporada / 13 Episódios Com Direção de Carolina Jabor e Claudio Torres |
| 2015      | Os Dez Mandamentos (telenovela) (Record tv)                        | Mulher Hebreia                                            | Sob direção geral de Alexandre Avancini                                         |
| 2017      | Os Trapalhões (2017) (Rede Globo)                                  | Participação                                              | Sob direção geral de Ricardo Waddington                                         |
| 2017      | A Terra Prometida (Record tv)                                      | Tirda                                                     | Sob direção geral de Alexandre Avancini                                         |
| 2021      | Gênesis (Record tv)                                                | Guemecha                                                  | Fase UR dos Caldeus / Sob direção geral e artística de Edgard Miranda           |
| 2023-2024 | Reis (Record tv)                                                   | Nebset                                                    | 8 a 10 temporada / Sob direção geral de Leonardo Miranda                        |
| 2025      | Paulo, O Apóstolo (Record tv)                                      | Lídia                                                     |                                                                                 |

### Cinema
| Ano  | Título                                             | Personagem                                                       | Nota                                                            |
| ---- | -------------------------------------------------- | ---------------------------------------------------------------- | --------------------------------------------------------------- |
| 2012 | Ponta de Lança (Curta-Metragem)                    | Participação                                                     | Sob direção geral de Pedro Riera e Beatriz Cavalieri            |
| 2013 | Gosto de Sangue (Curta-Metragem)                   | Participação                                                     | Sob direção geral de Hudson Glauber                             |
| 2014 | Asimov (Curta-Metragem)                            | Asimov protagonizando Robo Humano que afirma ter alma e um filho | Sob direção geral de Michel Ruman                               |
| 2015 | Abismo                                             | Luna                                                             | Sob direção geral de Rafael Botta e Júlio César Gomes           |
| 2015 | Os 10 Mandamentos - O Filme                        | Mulher Hebreia                                                   | Produção Paris Filmes - Sob direção geral de Alexandre Avancini |
| 2016 | It Happened (Curta-Metragem)                       | Maria                                                            | Sob direção geral Regis Granet e Pascal Chaveau                 |
| 2018 | Falling in Love (curta-metragem) PORTUGUAL/BÉLGICA | SHE                                                              | Sob direção geral de Yves Callewaert                            |
| 2019 | Vôo da Capo (Curta-Metragem)                       | Fernanda                                                         | Sob direção geral de Dúbio                                      |
| 2020 | Bruto 180                                          | Fernanda                                                         | Sob direção geral de Candé Faria                                |
| 2021 | Um acorde para despertar                           | Maya                                                             | Sob direção geral de Júlio Quinan                               |
| 2021 | GODIVA O FILME                                     | Silvia, Kátia, Inês e Ana                                        | Sob direção geral de Cande Faria                                |
| 2021 | Coisa Pública                                      | Clarisse                                                         | Sob direção geral de André Borelli                              |

### Teatro
| Ano  | Título                                    | Personagem | Nota                                        |
| ---- | ----------------------------------------- | --- | ------------------------------------------- |
| 2013 | "A Juventude Não é Tudo" de Eugene O'Neil | Belle | Sob direção geral de Marco Antônio Pâmio    |
| 2013 | "Ou Brecht Ou Karl Valentin"              | Realizou 4 personagens com caráter bem distintos, um vendedor de Balão, uma dona de casa, uma assistente de palco da Orquestra de karl Valentin e a Mulher Manequim. | Sob direção geral de Marcelo Marcus Fonseca |
| 2015 | "Camará"                                  | Glaucia Primeira Dama da Cidade | Sob direção geral de Elias Andreato         |
| 2015 | "Tarot de Santiago"                       | Papisa | Sob direção geral de Tiago Santiago         |
| 2018 | "Estamos em Obra" – SESC RIO              | Participação | Sob direção geral de Rodrigo Portella       |
| 2022 | A Vingança de Shakespeare                 | Júlia | Sob direção geral de André Costa            |

### Prêmios
| Ano  | Prêmio                                                  | Personagem                                                    | Categoria              |
| ---- | ------------------------------------------------------- | ------------------------------------------------------------- | ---------------------- |
| 2019 | Prémio NINA Gold Star                                   | Tirda - A Terra Prometida                                     | MELHOR ATRIZ REVELAÇÂO |
| 2021 | Prémio FESTIVAL RIMA – Rio international Monthly Awards | Fernanda – "Vôo da Capo" (curta-metragem) – Realização: Dúbio | MELHOR ATRIZ 2021      |
| 2022 | Prémio FIC – Rio                                        | Fernanda – "Vôo da Capo" (curta-metragem)                     | MELHOR ATRIZ 2022      |
| 2023 | Prémio BIMIFF - Filme "Coisa Pública"                   | Clarisse                                                      | MELHOR ATRIZ           |